# Ольтен (хокейний клуб)
«Ольтен» (нім. EHC Olten) — хокейний клуб з міста Ольтен, Швейцарія. Заснований у 1934 році. Виступає у чемпіонаті Національної ліги B. Домашні ігри команда проводить на арені «Кляйнгольц Штадіон» (6,500). 

## Історія
Хокейний клуб в Ольтені заснований ще далекого 1934 року але перші успіхи команди були тільки в 70-х роках минулого століття. У цей час ХК «Ольтен» виступав у другому дивізіоні Швейцарії. 
У 1985 клуб долає стадію плей-оф та отримав право виступати в Національній лізі А. У сезоні 1986/87 запрошення чехословацького тренера Владіміра Дзурілла не врятувала команду від вибуття з вищого дивізіону.
Через рік клуб повернувся до еліти і одразу посів сбоме місце гарантувавши собі прописку в НЛА ще на один сезон. Провівши ще три сезони «Ольтен» вибув з елітного дивізіону. 
Сезон 1993/94 відіграв у НЛА. 
З сезону 1994/95 є постійним учасником Національної ліги В. Чемпіон регулярного сезону 2013/14. Фіналіст серії плей-оф сезонів 2014/15, 2017/18.

## Арена
«Кляйнгольц Штадіон» збудований на початку 60-х років минулого століття. У травні 2010 було прийнято рішення про його реконструкцію.

## Відомі гравці
- Пол ДіП'єтро
- Яннік Дюбе
- Ден Ратушний
- Антон Штястний